# Chersotis andreae
Chersotis andreae là một loài bướm đêm trong họ Noctuidae.